# Больше (Красненський район)
Больше (рос. Большое) — село у Красненському районі Бєлгородської області Російської Федерації.
Населення становить 302 особи. Входить до складу муніципального утворення Большовське сільське поселення.

## Історія
Населений пункт розташований у східній частині української суцільної етнічної території — східній Слобожанщині.
Згідно із законом від 20 грудня 2004 року № 159 від 20 грудня 2004 року органом місцевого самоврядування було Большовське сільське поселення.

## Населення
| 2002 | 2010 |
| ---- | ---- |
| 340  | ↘302 |